# Robin Wärn
Robin Peter Wärn, född 24 april 1991, är en svensk före detta handbollsspelare som spelade som mittsexa i IFK Skövde.

## Karriär
Robin Wärn kom från juniorlaget inför säsongen 2010/2011. Han spelade för klubben i sex säsonger och gjorde 138 elitseriematcher och lade 130 mål för klubben. 2015 skadade Wärn sitt ben och fick ägna några månader att rehabilitera skadan. Då han gjorde comeback fick han ett skadeåterfall efter några månader och då slutade han med handbollen.Robin Wärn valde att avsluta handbollskarriären för att utbilda sig till brandman.